# Štiavnické Bane
Štiavnické Bane (bis 1948 slowakisch Piarg; deutsch Siegelsberg, ungarisch Hegybánya – bis 1892 Pjerg/Pierg) ist eine Gemeinde im mittelslowakischen Kraj Banská Bystrica. Sie liegt in den Schemnitzer Bergen, etwa 5 km von Banská Štiavnica entfernt.
Der Ort wurde 1352 erstmals als Sygluspergh erwähnt. Im Ort gibt es römisch-katholische Kirche des Heiligen Joseph aus dem Jahr 1734 und eine Kapelle des Heiligen Johannes von Nepomuk. In der Gegend gibt es im 18. Jahrhundert erbaute Stauseen – die sogenannten tajchy (Sing. tajch; deutsch Teich). Auf der Fläche der Gemeinde befinden sich sechs tajchy. 1948 wurde der Ort vom zu „deutsch“ klingenden Namen Piarg in den „slowakischeren“ Namen Štiavnické Bane umbenannt.

## Bevölkerung
| Jahr                | 1994 | 2004    | 2014    | 2024    |
| ------------------- | ---- | ------- | ------- | ------- |
| Anzahl der Personen | 841  | 773     | 836     | 839     |
| Unterschied         |      | −8,08 % | +8,15 % | +0,35 % |

| Jahr                | 2023 | 2024    |
| ------------------- | ---- | ------- |
| Anzahl der Personen | 832  | 839     |
| Unterschied         |      | +0,84 % |

## Persönlichkeiten
- Sándor Jávorka (1883–1961), ungarische Botaniker und Kossuth-Preisträger
- Vojtech Tuka (1880–1946), slowakischer Politiker und Ministerpräsident